# 美少女夢工場
美少女夢工場（又译作）是由日本GAINAX公司推出的一系列養成遊戲，全數均有推出中文版。故事是在標準的奇幻世界（第五代为现代世界与奇幻世界交织），其玩家在遊戲中要扮演退役勇者（第三部作品《夢幻妖精》除外）受天神（或妖精女王）所托照顧女孩的善盡父職（第五代可以选择扮演母亲），把女儿由10歲養至18歲，期間可透過學習、打工和冒险來改變女儿的能力值，按發生的事件以及不同的能力值來決定其結局。
《美少女夢工場》、《美少女夢工場2》、《美少女夢工場～夢幻妖精～》、《美少女夢工場5》均由赤井孝美擔任人物設定，《美少女夢工場4》則由天廣直人擔任人物設定。
本作第五代在台湾的中文名稱，因代理商從精訊資訊換成光譜資訊而衍生的版權問題，而改名為《美少女夢工坊》；不過一般民眾仍隨意混稱，不加分別。本作第四代、第五代及前代合集（《美少女梦工场123绚丽版》）在中国大陆由北京娱乐通发行，发售名均为《美少女梦工场》。
現時系列著作權是由赤井孝美創辦的「米子GAINAX」公司持有（與GAINAX無業務關係）。

## 中文版沿革
- 1992年9月20日、DOS 美少女夢工廠中文版 (精訊資訊)
- 1994年4月2日、DOS 美少女夢工場2中文版 (精訊資訊)
- 1996年3月29日、DOS/WINDOWS 美少女夢工場2豪華中文光碟版 (精訊資訊)
- 1997年11月20日、美少女夢工場 元祖 光碟永久保存版(精訊資訊)
- 1998年7月15日、Windows 95 美少女夢工場～夢幻妖精～中文版 (精訊資訊)
- 2000年3月15日、Windows 美少女夢工場Q中文版  (精訊資訊)
- 2000年5月15日、Windows 95/98/NT/2K 美少女夢工場2精緻版(精訊資訊)
- 2001年5月25日、美少女夢工場1.2.3復刻版黃金合輯(精訊資訊)
- 2002年2月9日、Windows 98/XP 美少女夢工場1.2.3復刻版黃金合輯XP(精訊資訊)
- 2002年2月9日、Go!Go!Princess+美少女夢工場:魔法石大作战+赤井孝美作品集1.2 中文合輯 (精訊資訊)
- 2004年12月25日、 美少女夢工場1.2+3綺麗版(精訊資訊)
- 2005年9月9日、Windows 美少女夢工場4中文版 (精訊資訊)
- 2006年12月27日、Windows 美少女夢工場4+中文完璧版(精訊資訊)
- 2007年7月7日、Windows 美少女夢工坊5中文版(光譜資訊)
- 2008年8月20日、Windows 美少女夢工坊5+美夢成真中文版(光譜資訊)
- 2014年11月14日開放-2016年1月13日終止營運、Android Princess Maker 中文手機版(Korea Mgame/Garena 台灣競舞娛樂代理)
- 2016年9月30日、Steam Princess Maker 2 Refine (Korea CFK)
- 2017年2月18日、Steam Princess Maker Refine (Korea CFK)
- 2017年6月27日發行，於2017年12月22日更新中文語系、Steam Princess Maker 3: Fairy Tales Come True (Korea CFK)

## 作品系列

### 美少女夢工場
1991年5月24日正式發行於PC-98上的系列第一作，在以奇幻風格的中古歐洲為舞臺的本作中，玩家扮演一名擊退魔界大軍、拯救世界的英雄，因有感於戰爭的無情與戰後的荒蕪，而收養了一名因戰爭成為孤兒的10歲少女。作為少女養父的玩家養育少女八年，而遊戲中玩家為少女所作的養育及培植將決定她成年後的人生。

#### 影響
本遊戲於推出當時堪稱劃時代的作品，其開創了日式遊戲的一種新類型─養成遊戲。在此之前，雖然部份類型的遊戲允許玩家對玩家角色的能力作調整，但其程度是有限的（最典型的例子，為以《龍與地下城》系列為首的美式角色扮演遊戲中的創造人物及升級技能點數分配系統），然而本遊戲卻破天荒的允許玩家自由的培育遊戲中的女孩，並準備了數十種的結局，這對長期以來習慣於電視、電腦遊戲只會有單一或有限結局的玩家來說是十足新鮮的體驗。另外，由赤井孝美領軍的遊戲美術團隊，所發揮出幾達當時電腦16色顯示能力極限的華麗美術表現，也對創造遊戲之話題性功不可沒。
由於推出後的空前成功，本遊戲稍後發行了多種跨平臺的版本，且在日本電腦規格正式統一於Windows系列後發行了Windows版本。而真正深遠的影響是，它確立了養成遊戲的基本架構跟市場潛力，其不但可追溯為日後《誕生》、《卒業》系列、《心跳回憶系列》等養成/戀愛養成遊戲之源頭。

### 美少女夢工場2
1993年6月15日於PC-98正式發行，故事風格大致與第一作類似，不過女孩的身份從原本的孤兒變為天神託付與人界勇者（玩家）的天界之女，此外，地位相當於遊戲吉祥物的角色─管家吉普也在本作初次登場。

#### 評價
本作乃是以前作架構為基礎進行內容深化、細緻化的作品，如此的說法雖聽來平凡無奇，但大量的貼心設計、逗趣表現及驚喜卻使本作大受好評。對許多玩家而言，本作加入的以玩偶舞台劇的子視窗表現女兒學習、工作表現的創意，可說是共同的樂趣與回憶，很少人不會被疲倦的女兒上課時打瞌睡或在餐廳打工時打破盤子的小動作逗的會心一笑（類似的表現法雖然在較二代早發售的養成遊戲既已出現）；另一方面，前作即有的野外探險系統亦大幅強化，被擴大為類似RPG的迷宮探險或戰鬥系統，增加了遊戲的複合性與耐玩度。至於主要的養成系統方面，不但工作與學習的種類明顯增加，日後決定女兒人生的能力值也更為複雜，除了單純的能力值外尚有需靠社交、比賽提升的社會評價及玩家無法看見的隱性參數存在，進而大大增加了遊戲的挑戰性與策略性。
每次遊戲結束時，遊戲會依女兒的各類顯性、隱性參數決定其人生，並將職業、婚姻生活、生涯等分開計算，遊戲據此號稱女兒結局之職業超過70種，人生結果有數百種可能─這無疑的是極吸引玩家的一大賣點。
由於遊戲本身高度的完成度與綜合表現，本作獲得了超過前作的高度評價，本系列的死忠玩家多半將本作視為本系列的顛峰之作，被移植至其他遊戲平台的次數更遠超過前作（日後甚至出現了藉二代移植之勢同時推出一代移植版的商業裙帶效應）。同時出人意料的，一代、兩代在遊戲市場上的成功與商業收益，竟意外挽救了成立初期在本業動畫製作上未能獲利的母公司GAINAX的財務狀況，使該公司渡過了經營上最艱困的時期，從而催生出堪稱日本動畫史上最震撼作品之一的《新世紀福音戰士》。

### 美少女夢工場～夢幻妖精～
1997年1月24日推出，與系列前兩作不同的一點，為本作的首發平臺為索尼的家用電視遊樂器PlayStation。
本作雖然被許多人理所當然的視為系列作的三代，但在發售之初的名義卻並非如此，這點可以從其副標題為「夢幻妖精」而非三代看出；此乃本作為系列的核心人物赤井孝美另組遊戲公司NINELIVES時推出所致；不過在赤井重新回歸GAINAX且以接續該作順序推出系列第四作後，本作為系列作中第三代的地位穫得了官方承認。

#### 故事背景
雖然採取了系列一貫的奇幻式故事風格，但本作仍因獨特的童話風格而顯得獨特：故事以一名誕生於露水中的妖精向妖精世界的女王祈求成為人類的公主開始，雖然女王一時因震驚而拒絕，但終究答應了妖精的要求；於是，在賜給人類的肉體之後，女王將成為女孩的妖精託付給一位在人生中有所缺憾的男子，以八年的時間來達成妖精的夢想及補救男子的人生。

### 美少女夢工場4
2005年9月1日推出，首發平臺為PlayStation 2。
作為本系列的四代，但人設更換為天廣直人。

### 美少女夢工場5
本作有Windows、PS2和PSP三个版本，分别于2007年3月3日、2008年2月7日和2008年9月25日推出。
此作新增了以动态表现再现女儿状态的MOE(Motion of Emotion)系统，以及第一次加入玩家可扮演母亲这一要素。行程安排由以往的每月一次改为每周一次，使得游戏时间大为增加。而角色设定方面，则重新由赤井孝美担当。

#### 故事背景
本作的主要舞台改为现代日本，作为主人公的女孩曾是天界·魔界·妖精界·星灵界和人界这五界的女王候补，但在10岁时遭到企图破坏世界和谐的革命势力的袭击，在混乱中由管家吉普（与二、四代形象相同）带到人界，交由“勇者”抚养。
女孩丧失了之前的记忆，开始在日本小镇上学、交友、成长。但欲夺其性命的刺客并未善罢甘休，终于在某一天找上门来……

### 美少女夢工廠: 預言之子
時隔18年回歸的《美少女夢工廠》系列作品新作，預言之子女主角是當年未採用的4代(於美少女夢工廠衍生遊戲：美少女夢工廠Q登場)女主角「卡蓮」。
2025年7月4日於PC(Steam)平台展開搶先體驗，正式發售日未定。

## 自我審查
2024年發售的《美少女夢工場2》重製版《美少女夢工場2韶華再續》，PS5和PS4版為迎合索尼要求，刪除原作中的父嫁和管家結婚結局，移除可增加女主角胸圍的道具。

## 外部連結
- 《美少女夢工場》系列日本官方網址
- 《美少女夢工場4》日本官方網址 （页面存档备份，存于）
- 《美少女夢工場5》日本官方網址 （页面存档备份，存于）
- 精訊資訊《美少女夢工場 Q》中文版官方網址
- 光譜資訊《美少女夢工場5》中文版官方網址